# Pacto de não agressão soviético-finlandês

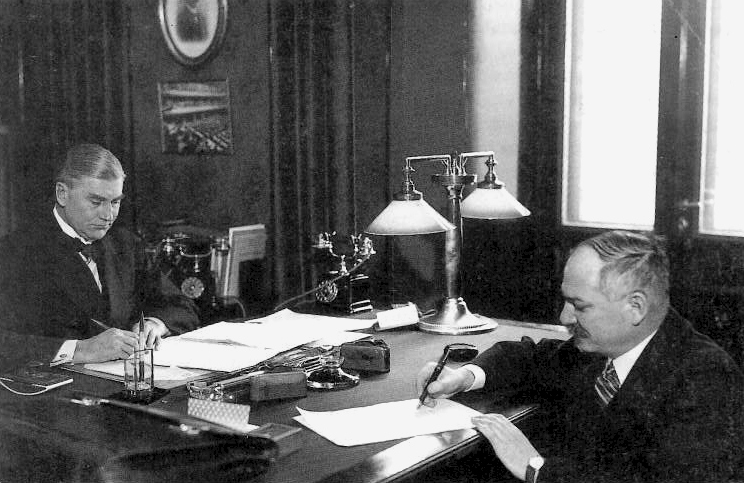
O pacto de não-agressão assinado em Helsinki em 21 de janeiro de 1932. À esquerda, o ministro das Relações Exteriores finlandês Aarno Yrjö-Koskinen, e à direita o embaixador da União Soviética em Helsinki, Ivan Maisky.

O pacto de não agressão soviético-finlandês foi um tratado de não-agressão assinado em 1932 por representantes da Finlândia e da União Soviética. O pacto foi rescindido unilateralmente pela União Soviética em 1939, após o incidente de Mainila, onde os soviéticos  bombardearam o seu próprio território e alegaram que Finlândia foi a responsável.
A União Soviética havia entrado em negociações para concluir pactos de não agressão com os países vizinhos na Europa durante a invasão da Manchúria, devido ao fato de a União Soviética pretender proteger suas fronteiras. Embora a Finlândia fosse a última a assinar o pacto em 21 de janeiro de 1932, após a Estônia, a Letônia e a Polônia, foi a primeiro a ratificá-lo em julho de 1932. As duas partes garantiram respeitar as fronteiras entre os países e aceitaram permanecerem neutras. As disputas deveriam ser resolvidas pacificamente e de forma neutra.
O pacto foi prorrogado até 31 de dezembro de 1945, em Moscou, em 7 de abril de 1934. O acordo foi assinado pelo ministro das Relações Exteriores finlandês Aarno Yrjö-Koskinen e pelo ministro das Relações Exteriores soviético Maxim Litvinov.
O pacto foi rompido pela União Soviética em 28 de novembro de 1939, dois dias antes da invasão da Finlândia, alegando que a Finlândia tinha bombardeado uma aldeia soviética. De acordo com o Artigo Quinto,   as partes deveriam recorrer a uma comissão conjunta para investigar o incidente, a Finlândia tentou fazê-lo, mas a União Soviética se recusou.